# اصنون
اصنون (به عربی: أصنون) یک منطقهٔ مسکونی در لبنان است که در شهرستان زغرتا واقع شده‌است.